# Dobërdol
Dobërdol (serb. Dobri Dol, serb. – cyrylica Добри Дол)– miejscowość w Kosowie, w gminie Klina, w regionie Peć.

26 października 1947 roku w tej miejscowości urodził się Kolë Berisha, przewodniczący Zgromadzenia Kosowa w latach 2006-2008.